# 신민주당
신민주당(영어: New Democratic Party, 프랑스어: Nouveau Parti démocratique)은 캐나다의 정당이다. 사회민주주의 계열 진보 정당으로, 캐나다의 주요 정당 중 가장 좌파에 가깝다. 사회주의 인터내셔널 계열 정당이다. 2011년 총선 이후 공식 야당이 되었다가 2015년 총선 이후 밀려났다.

## 창당
1961년 캐나다노동회의(Canadian Labour Congress/Congrès du travail du Canada)와 협동연방당(Co-operative Commonwealth Federation/Parti social démocratique du Canada)의 합당으로 창당되어, 협동연방당을 이끌던 토미 더글러스 서스캐처원주 주지사가 초대 당수로 취임하였다.

## 발전
1962년 총선에서 4위, 1965년 총선에서 3위에 올랐으며, 연방 차원의 공공 의료보장제도를 추진하여 진보정치운동의 실례로서 큰 주목을 받았다. 이후 토미 더글러스는 캐나다에서 가장 존경받는 정치인 중 하나로 기억되고 있다. 이후에도 하원에서 3~4위의 의석을 꾸준히 확보하여 왔다. 2003년 잭 레이턴이 당수로 취임하였다. 2008년 총선에서는 8석의 의석을 추가하여 총 37석의 의석을 확보하여 보수당·자유당·퀘벡 블록에 이어 제4당의 자리에 올랐다. 연방정부에서 정권을 차지한 적은 없으나, 일부 지방정부에서 정국을 주도해왔다. 온타리오주와 브리티시컬럼비아주, 노바스코샤주, 매니토바주에서 집권한 적이 있으며, 특히 매니토바 주에서는 1999년부터 2016년 선거(2016 Manitoba general election)까지 계속 집권 정당이었고, 2017년부터 브리티시컬럼비아주에서 집권 정당을 유지하고 있다.

## 제1 야당
2011년 신민주당은 연방 의회에서 자유당·퀘벡 블록과 연합하여 보수당 소속의 스티븐 하퍼 총리를 불신임하였다. 이에 따라 처리진 총선에서 잭 레이턴이 이끄는 신민주당은 다른 당의 인기가 떨어지면서 높은 인기를 누릴 수 있어 사상 처음으로 캐나다 정권을 잡을 수 있을 것이라는 관측까지 나올 정도로까지 발전하였다. 총선 결과 보수당이 다수 의석을 얻어 신민주당의 정권 획득은 실패했으나, 103석을 확보하며 사상 처음으로 제1 야당으로 부상하였다. 그러나 암으로 투병하던 당수 잭 레이턴은 건강이 악화되어 제1 야당 대표가 된 지 3개월 여 만에 사망하였다.
2015년 총선에서 자유당이 승리하고 보수당에게 공식 야당 자리를 넘겨주게 되었다.